# Antonio Gutiérrez Limones
Antonio Gutiérrez Limones, né le 6 janvier 1963, est un homme politique espagnol membre du Parti socialiste ouvrier espagnol (PSOE).
Il est élu député de la circonscription de Séville lors des élections générales de décembre 2015.

## Biographie

### Vie privée
Il est marié et père de deux enfants.

### Études
Il réalise ses études à l'université de Séville où il obtient une licence en droit et un master en développement local. Il possède un master en direction d'entreprises.

### Maire d'Alcalá de Guadaíra
Il est candidat lors des élections municipales de mai 1995 à Alcalá de Guadaíra pour le compte du PSOE. Arrivant en tête du scrutin avec près de 40 % des voix, il remporte une majorité relative de 11 mandats sur les vingt-cinq que compte le conseil municipal. Il est élu maire de la troisième ville de la province de Séville le 17 juin suivant. Il est élu par ses pairs pour siéger comme député à la députation provinciale de Séville durant le mandat du maire de Séville Alfredo Sánchez Monteseirín.
Réélu pour un deuxième mandat lors des élections locales de juin 1999, il est promu vice-président de l'instance de gouvernement provinciale désormais dirigée par Luis Navarrete. Il est successivement réélu et dispose d'une majorité absolue au conseil municipal jusqu'aux élections de mai 2015 après lesquelles il est à nouveau investi à la majorité relative.
Il est élu membre du comité fédéral du PSOE à l'occasion du 36e congrès fédéral de juillet 2004 et réélu en 2008 et 2012. Secrétaire général de la section locale d'Alcalá de Guadaíra entre 1995 et 2012, il en devient président à cette date. Il est secrétaire à l'Économie et à l'Emploi du PSOE d'Andalousie de 2003 et 2008 durant le mandat de Manuel Chaves.

### Deux mandats de sénateur
Il est investi en deuxième position sur le billet sénatorial du parti pour les élections générales de mars 2008 dans la circonscription de Séville. Avec 574 240 voix, il remporte le deuxième meilleur score de la province et est élu sénateur. Porte-parole adjoint du groupe socialiste, il siège comme membre titulaire de la députation permanente. Il est membre de la commission bicamérale du contrôle parlementaire de RTVE et de la commission de la Coopération internationale pour le développement. En novembre 2010, il intègre la commission générale des communautés autonomes.
Il est rétrogradé à la troisième place lors des élections législatives de novembre 2011 mais cela ne l'empêche pas de conserver son mandat au palais du Sénat après avoir obtenu le soutien de 399 906 électeurs. Renouvelé à la direction du groupe parlementaire et à la députation permanente, il devient vice-porte-parole à la commission des Affaires étrangères et à celle des Entités locales. Il est, en outre, membre titulaire de la délégation espagnole à l'assemblée parlementaire du Conseil de l'Europe.

### Député national
Lors des élections générales de décembre 2015, il se porte candidat à la troisième place sur la liste d'Antonio Pradas dans la circonscription de Séville. Élu au Congrès des députés avec quatre autres socialistes, il est porte-parole à la commission des Affaires étrangères et membre de la commission bicamérale pour l'Union européenne et de celle de la Défense. Il est confirmé comme titulaire à l'assemblée parlementaire du Conseil de l'Europe.
Il est réélu à l'occasion du scrutin législatif anticipé de juin 2016 et présente sa démission de son mandat de maire conformément aux statuts du parti dès le 5 mai précédent. Il conserve l'ensemble de ses attributions parlementaires.
En juin 2017, le juge d'instruction de Séville demande au Tribunal suprême de mettre en examen Antonio Gutiérrez, accusé de détournement de fonds publics grâce à une entreprise municipale de communication,. Son cas est accepté par le tribunal en novembre suivant. En avril 2018, l'affaire est classée sans suite du fait de la prescription des faits qui lui étaient reprochés. Après la constitution du gouvernement Sánchez I deux mois plus tard et la démission de nombreux députés devenus ministres ou secrétaires d'État, il devient porte-parole titulaire à la commission bicamérale pour l'Union européenne, en remplacement de José Zaragoza.